# American Vampire
American Vampire is een strip bedacht en geschreven door Scott Snyder met hulp van Stephen King tot uitgave #5. nadat Snyder zijn ideeën en verhaal naar King had gestuurd voor hem om te bekritiseren besloot King een verhaal te schrijven over de herkomst van een van de hoofdpersonages (Skinner Sweet). Rafael Albuquerque is verantwoordelijk voor de vormgeving en illustraties. Albuquerque helpt vanaf uitgave #13 ook mee met de verhaallijn.

## Achtergrond
Snyder zet zich af tegen de beeldvorming van vampiers in hedendaagse populaire cultuur en probeert van de vampier weer een monster te maken. Zowel Snyder en King verafschuwen de vampier zoals deze gerepresenteerd wordt in bijvoorbeeld Twilight. Door de gruwelijkheden in de strip wordt de strip slechts voor een volwassen publiek aangeraden, zoals dit vaker voorkomt bij Vertigo strips.
Het verhaal centreert zich rond de vampier Skinner Sweet en Pearl Jones. In de wereld zijn verschillende soorten bloedlijnen van vampiers elk met hun eigen krachten en zwaktes. Vampiers kunnen met hun bloed een normale sterveling tot vampier maken. Door toeval kunnen mutaties ontstaan waardoor een nieuw soort bloedlijn ontstaat. Skinner Sweet is de eerste van een nieuwe bloedlijn en de eerste bloedlijn ontstaan in de Nieuwe Wereld, de Amerikaanse vampier.
Momenteel zijn er drieëntwintig losse uitgaves en drie verzamelwerken. Deze bundelen respectievelijk uitgave #1 tot #5, uitgave #6 tot #11 en uitgave #12 tot #18 plus de vijfdelige miniserie American Vampire: Survival of the Fittest. Hoewel het gebruikelijker is voor strips om eerst gebundeld te worden in softcover en later in hardcover is bij deze serie juist het omgekeerde van toepassing. Vanaf mei 2012 is deel twee ook in softcover verkrijgbaar. Tot nu toe gaan alle bundels over een ander decennium van de twintigste eeuw.
De strip heeft in 2011 een Eisner Award in de categorie Beste nieuwe serie gewonnen.

## Inhoud
Volume 1: Jaren '20

In de jaren 20 van de twintigste eeuw geeft een schrijver een lezing over zijn boek Bad Blood. Hierin vertelt hij over een gebeurtenis die hij zou hebben meegemaakt aan het einde van de 19de eeuw in het Wilde Westen en onthult dat zijn boek geen fictie is, maar juist non-fictie. Het boek vertelt hoe Skinner Sweet, een beruchte bankrover, gevangen is genomen door de Pinkerton National Detective Agency. Zijn handlangers proberen hem te bevrijden door een trein waarin hij vervoerd wordt te laten ontsporen. Er blijken enkele vampiers aan boord van de trein te zijn. Tijdens een gevecht met een van hen krijgt Skinner Sweet bloed van de vampier in zijn oog. De verwondingen die de vampier aan Skinner Sweet toebrengt worden hem fataal en hij wordt begraven. Echter, niet veel later ontwaakt hij als vampier onder de grond. Zijn graf wordt vele jaren later geopend door grafrovers waardoor hij bevrijd wordt. Vanaf dat moment neemt hij wraak, wat resulteert in de dood van veel onschuldige mensen en degene die verantwoordelijk waren voor zijn arrestatie. Uiteindelijk blijkt dat Skinner Sweet aanwezig was bij de lezing van de schrijver.
Rond dezelfde tijd is Pearl Jones bezig met zich omhoog te werken als actrice binnen de stomme filmindustrie. Zij wordt uitgenodigd door de hoofdrolspeler voor een feestje. Skinner Sweet houdt haar al een tijdje in de gaten en zegt in andere woorden dat het een slecht idee is om naar dat feestje te gaan. Het blijkt dat ze in de val is gelokt om als maal te dienen voor de vampiers die daar zijn. Haar lichaam wordt in een massagraf gedumpt. Pearl blijkt nog half in leven te zijn en ontsnapt. Zij wordt opgenomen maar zal aan haar verwondingen bezwijken. Skinner Sweet die nog steeds haar in de gaten houdt besluit zijn bloed in haar oog te druppelen, opdat zij ook een vampier wordt. Ook Pearl neemt wraakt op degene die haar in de val hebben gelokt. Hoewel Skinner Sweet normaal gesproken degene die hij tot zijn bloedlijn maakt ook zelf weer doodmaakt, laat hij Pearl in leven.